# Mount Lubbock
Mount Lubbock ist ein 1630 m hoher Berg an der Borchgrevink-Küste des ostantarktischen Viktorialands. Er ragt unmittelbar nördlich des Kap Jones an der Südspitze der Daniell-Halbinsel auf.
Entdeckt wurde er im Januar 1841 vom britischen Polarforscher James Clark Ross auf dessen Antarktisexpedition (1839–1843). Ross benannte ihn nach John William Lubbock (1803–1865), Schatzmeister der Royal Society.